# Zielomyśl (przystanek kolejowy)
Zielomyśl – przystanek kolejowy w Zielomyślu, w województwie lubuskim, w Polsce.